# Maja Włoszczowska

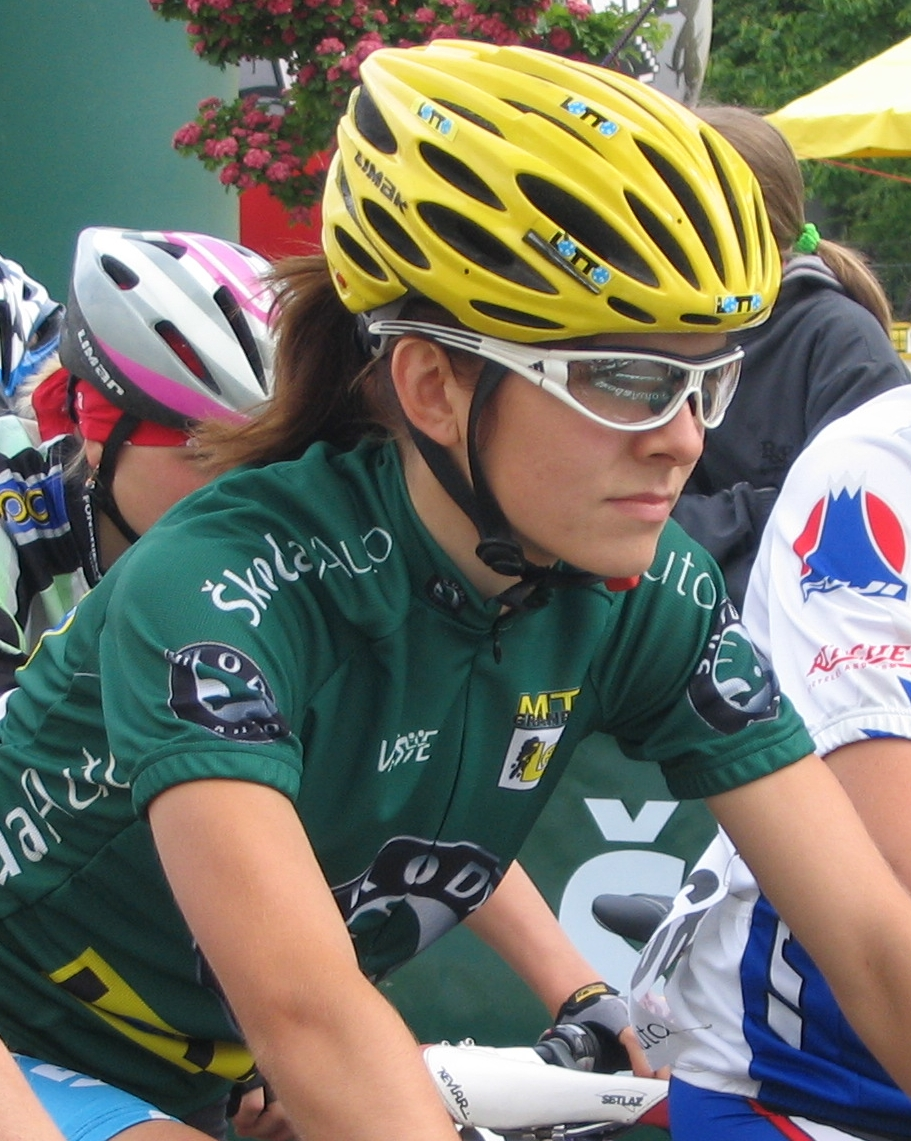
Maja Włoszczowska na starcie SkodaAutoGP w Gdyni 2005

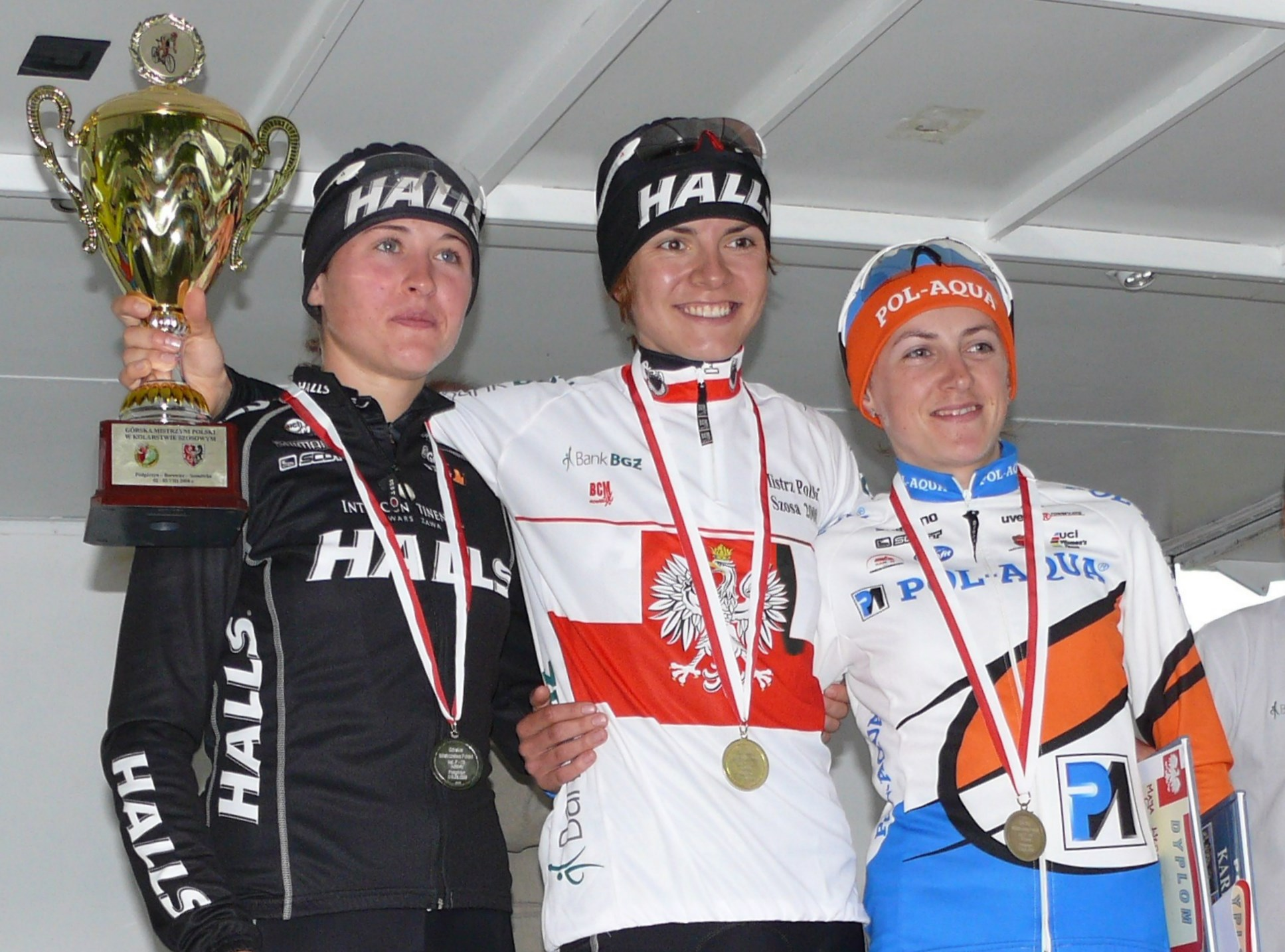
Podium Górskich Mistrzostw Polski w kolarstwie szosowym – Podgórzyn 2008. Od lewej: Aleksandra Dawidowicz, Maja Włoszczowska i Sylwia Kapusta.

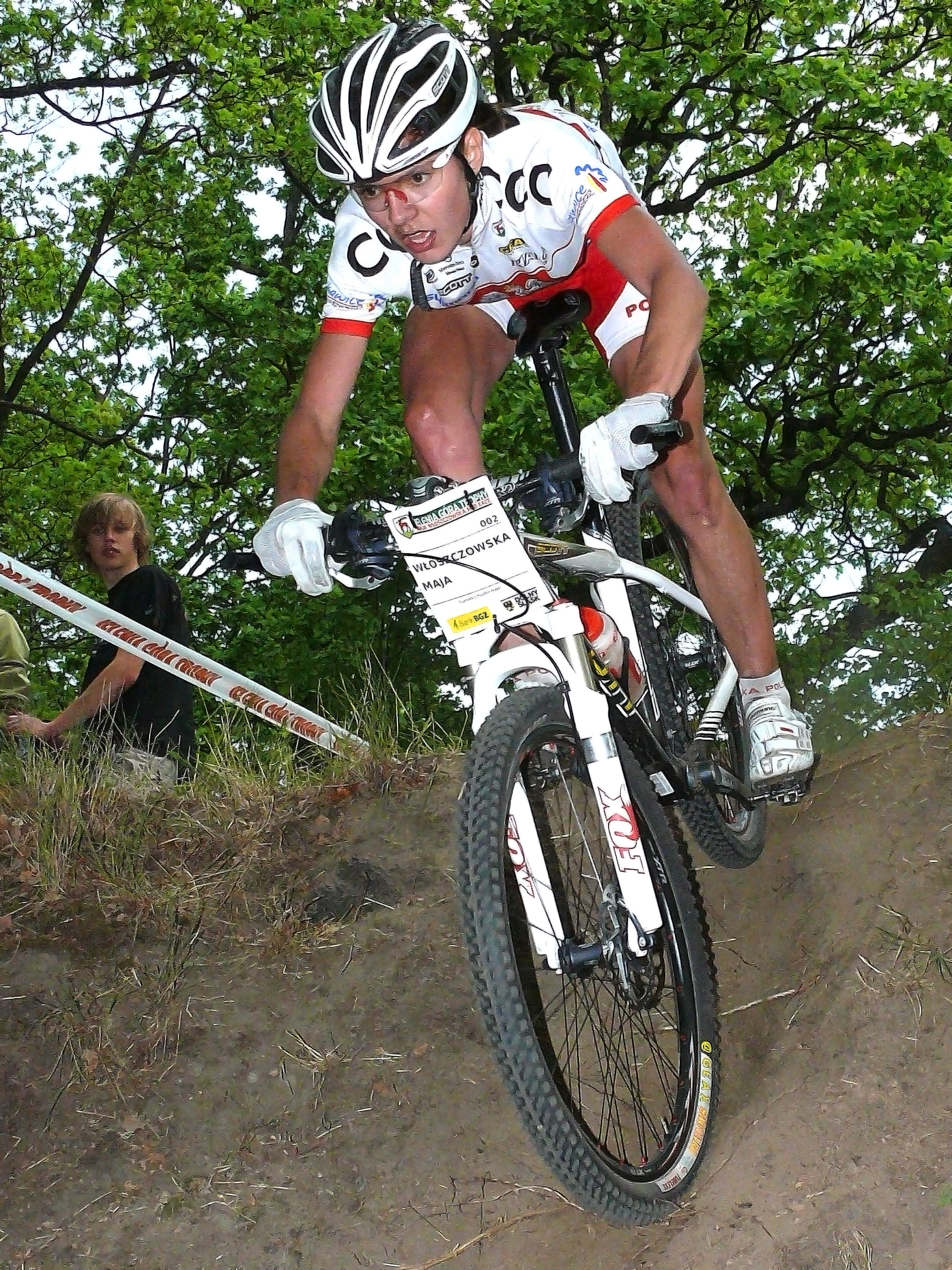
Maja Włoszczowska na trasie wyścigu MTB Jelenia Góra Trophy 2009

Maja Martyna Włoszczowska (ur. 9 listopada 1983 w Warszawie) – polska kolarka górska, dwukrotna wicemistrzyni olimpijska, złota medalistka mistrzostw świata w wyścigu elity MTB oraz w maratonie MTB, wielokrotna wicemistrzyni i mistrzyni Europy, wielokrotna mistrzyni Polski w cross-country. Współorganizatorka Jelenia Góra Trophy Maja Włoszczowska Race, najwyżej klasyfikowanych zawodów XCO w Europie Środkowo-Wschodniej. Ranga HC (Hors Classe) ustępuje tylko Pucharowi Świata.

## Życiorys

### Rodzina i edukacja
Jest córką Ewy i Ryszarda Włoszczowskich, którzy również byli sportowcami. Ma starszego brata, Michała. Urodziła się w Warszawie, a w wieku pięciu lat przeprowadziła się z rodziną do Jeleniej Góry, gdzie w 2002 ukończyła z wyróżnieniem Publiczne 1. Liceum Ogólnokształcące im. Stefana Żeromskiego. W styczniu 2008 uzyskała tytuł magistra inżyniera matematyki finansowej i ubezpieczeniowej na Wydziale Podstawowych Problemów Techniki Politechniki Wrocławskiej.

### Kariera sportowa
Karierę zaczęła w 1997 w klubie kolarskim KS Śnieżka Karpacz, a jej trenerem był Zdzisław Szmit. W 1998 wygrała Grand Prix MTB w Polanicy, który był pierwszym oficjalnym wyścigiem w jej karierze. W 1999 zdobyła tytuł mistrza Polski juniorów w kolarstwie górskim w barwach klubu PTS CCC Piechowice. W 2000 trafiła do kadry narodowej pod kierownictwem trenera Andrzeja Piątka i wkrótce zdobyła srebrny medal w kategorii juniorek na mistrzostwach świata w Sierra Nevada. W 2002 wystartowała w zawodach w barwach drużyny CCC Polsat Polkowice, jednak bez większych sukcesów. Od 2003 ścigała się w Zawodowej Grupie Kolarskiej Lotto Team.  W 2003 podczas zawodów w Lugano została mistrzynią świata w maratonie MTB.
W 2004 zajęła szóste miejsce na Letnich Igrzyskach Olimpijskich w Atenach, a w 2008 i 2016 zdobyła srebrne medale podczas LIO w Pekinie i Rio de Janeiro. W 2012 nie wzięła udziału w LIO w Londynie z powodu kontuzji stawu skokowego i złamania kości śródstopia.
W latach 2007–2008 ścigała się w MTB Halls Team. Po rozpadzie tej grupy w 2009 podpisała czteroletni kontrakt z zawodową grupą kolarską CCC Polkowice. W 2009 została w mistrzynią Europy, a w 2010 – mistrzynią świata w kolarstwie górskim. W grudniu 2012 podjęła współpracę z międzynarodową marką rowerową Giant i w sezonie 2012/2013 występowała w barwach zespołu GIANT Pro XC Team, a po sezonie 2014 – w jego sekcji damskiej (Liv Pro XC Team). Na początku 2015 podpisała dwuletni kontrakt z polską grupą Kross Racing Team.
W marcu 2018 zapowiedziała, że po udziale w igrzyskach olimpijskich w Tokio i zakończeniu sezonu 2020/2021 kończy karierę.
W latach 2003–2005 zajmowała 11. miejsce w plebiscycie „Przeglądu Sportowego” na najlepszego sportowca roku, w 2008 zajęła w konkursie szóste miejsce, w 2009 – dziesiąte, a w 2010 – czwarte. W 2005 została uhonorowana srebrnym medalem Akademii Polskiego Sukcesu za wybitne osiągnięcia dla Polski w kolarstwie górskim, a także otrzymała tytuł najlepszej polskiej kolarki sezonu w plebiscycie dziennikarzy organizowanym przez PZKol.

### Inne przedsięwzięcia
Jest organizatorką wyścigów Jelenia Góra Trophy – Maja Włoszczowska MTB Race .
Uczestniczyła w trzecim sezonie programu rozrywkowego TVN Agent – Gwiazdy (2018) i 13. edycji programu Polsatu Dancing with the Stars. Taniec z gwiazdami (2022).
W sierpniu 2021 została wybrana na siedmioletnią kadencję do Komisji Sportowej Międzynarodowego Komitetu Olimpijskiego.

## Życie prywatne
Była związana z Przemysławem Zawadą, pilotem rajdowym, z którym rozstała się w 2024. Mieszka w Jeleniej Górze i Warszawie.
Przed wyborami prezydenckimi w 2010 weszła w skład komitetu poparcia kandydatury Bronisława Komorowskiego.

## Odznaczenia
8 października 2008 – za osiągnięcia sportowe – odznaczona Złotym Krzyżem Zasługi
5 listopada 2010 – za wybitne osiągnięcia sportowe, za działalność na rzecz rozwoju i upowszechniania kolarstwa – odznaczona Krzyżem Kawalerskim Orderu Odrodzenia Polski.
3 października 2016 – wybitne osiągnięcia sportowe, za promowanie Polski na arenie międzynarodowej – odznaczona Krzyżem Oficerskim Orderu Odrodzenia Polski.

## Ważniejsze osiągnięcia

### 2016
- srebrny medal: Igrzyska Olimpijskie 2016 – Rio de Janeiro

### 2015
- brązowy medal: Igrzyska Europejskie 2015 – Baku
- 4 m. Puchar Świata MTB XCO #6 – Val di Sole
- 8 m. Puchar Świata MTB XCO #5 – Windham
- 10 m. Puchar Świata MTB XCO #4 – Mont-Sainte-Anne
- 6 m. Puchar Świata MTB XCO #3 – Lenzerheide
- 5 m. Puchar Świata MTB XCO #2 – Albstadt
- 10 m. Puchar Świata MTB XCO #1 – Nové Mesto na Morave
- 8 m. Klasyfikacja generalna Pucharu Świata MTB XCO
- 5 m. Ranking UCI

### 2014
- 7 m. Mistrzostwa Świata 2014 MTB XCO – Hafjell
- brązowy medal: Mistrzostwa Europy 2014 MTB XCO – St. Wendel
- 1 m. Mistrzostwa Polski MTB XCO – Żerków
- 7 m. Puchar Świata MTB XCO #7- Méribel
- 6 m. Puchar Świata MTB XCO #6 – Windham
- 10 m. Puchar Świata MTB XCO #5 – Mont-Sainte-Anne
- 7 m. Puchar Świata MTB XCO #4 – Albstadt
- 12 m. Puchar Świata MTB XCO #3 – Nové Mesto na Morave
- 14 m. Puchar Świata MTB XCO #2 – Cairns
- 3 m. Puchar Świata MTB XCO #1 – Pietermaritzburg
- 5 m. Klasyfikacja generalna Pucharu Świata MTB XCO
- 6 m. Ranking UCI

### 2013
- srebrny medal: Mistrzostwa Świata 2013 MTB XCO – Pietermaritzburg
- brązowy medal: Mistrzostwa Europy 2013 MTB XCO – Berno
- 1 m. Mistrzostwa Polski MTB XCO – Żerków
- 8 m. Puchar Świata MTB XCO #6 – Hafjell
- 2 m. Puchar Świata MTB XCO #5 – Mont-Sainte-Anne
- 11 m. Puchar Świata MTB XCO #4 – Vallnord
- 11 m. Puchar Świata MTB XCO #3 – Val di Sole
- 2 m. Puchar Świata MTB XCO #2 – Nové Mesto na Morave
- 2 m. Puchar Świata MTB XCO #1 – Albstadt
- 4 m. Klasyfikacja generalna Pucharu Świata MTB XCO
- 3 m. Ranking UCI

### 2012
- 5 m. Puchar Świata MTB XCO #4 – La Bresse
- 7 m. Puchar Świata MTB XCO #3 – Nové Mesto na Morave
- 3 m. Puchar Świata MTB XCO #2 – Houffalize
- 1 m. Puchar Świata MTB XCO #1 – Pietermaritzburg
- 9 m. Klasyfikacja generalna Pucharu Świata MTB XCO
- 23 m. Ranking UCI

### 2011
- srebrny medal: Mistrzostwa Świata 2011 MTB XCO – Champéry
- srebrny medal: Mistrzostwa Europy 2011 MTB XCO – Dohnany
- 1 m. Mistrzostwa Polski MTB XCO – Kielce
- 1 m. Mistrzostwa Polski na szosie (jazda indywidualna na czas) – Złotoryja
- 3 m. Mistrzostwa Polski na szosie – Złotoryja
- 2 m. Puchar Świata MTB XCO #7 – Val di Sole
- 10 m. Puchar Świata MTB XCO #5 – Windham
- 18 m. Puchar Świata MTB XCO #4 – Mont-Sainte-Anne
- 6 m. Puchar Świata MTB XCO #3 – Offenburg
- 6 m. Puchar Świata MTB XCO #2 – Dalby Forest
- 8 m. Puchar Świata MTB XCO #1 – Pietermaritzburg
- 6 m. Klasyfikacja generalna Pucharu Świata MTB XCO
- 3 m. Ranking UCI

### 2010
- złoty medal: Mistrzostwa Świata 2010 MTB XC – Mont-Sainte-Anne
- 1 m. Puchar Świata MTB XCO #5 – Val di Sole
- 15 m. Puchar Świata MTB XCO #4 – Champéry
- 25 m. Puchar Świata MTB XCO #2 – Houffalize
- 11 m. Puchar Świata MTB XCO #1 – Dalby Forest
- 14 m. Klasyfikacja generalna Pucharu Świata MTB XCO
- 5 m. Ranking UCI

### 2009
- złoty medal: Mistrzostwa Europy 2009 MTB XC – Zoetermeer
- srebrny medal: Mistrzostwa Europy 2009 MTB Maraton – Tartu
- 1 m. Mistrzostwa Polski MTB XC – Kielce
- 1 m. Puchar MTB RPA – Pietermaritzburg, Republika Południowej Afryki
- 8 m. Puchar Świata MTB XCO #5 – Mont-Sainte-Anne
- 9 m. Puchar Świata MTB XCO #4 – Madryt
- 8 m. Puchar Świata MTB XCO #3 – Houffalize
- 18 m. Puchar Świata MTB XCO #2 – Offenburg
- 16 m. Puchar Świata MTB XCO #1 – Pietermaritzburg
- 2 m. Jelenia Góra Trophy – Maja Włoszczowska MTB race
- 1 m. Lang Team Prix MTB – klasyfikacja generalna
- 1 m. Lang Team Prix MTB – Szczawno Zdrój
- 1 m. Lang Team Prix MTB – Bielawa
- 2 m. Lang Team Prix MTB – Nałęczów
- 5 m. Le Grande Boucle Feminine – klasyfikacja generalna
- 1 m. Le Grande Boucle Feminine – klasyfikacja górska
- 1 m. Górski Wałbrzyski Wyścig Kolarski – klasyfikacja generalna
- 16 m. Klasyfikacja generalna Pucharu Świata MTB XCO
- 13 m. ranking UCI

### 2008
- 1 m. – Puchar Świata MTB XCO – Schladming, Austria
- srebrny medal: Igrzyska Olimpijskie 2008 – Pekin
- 1 m. – Górskie Mistrzostwa Polski na szosie – Podgórzyn
- 5 m. – Mistrzostwa Świata MTB indywidualnie Val di Sole (Włochy)
- 1 m. – BPH Grand Prix MTB – Szczawno Zdrój
- 4 m. – Wyścig o Puchar Prezesa Uzdrowiska Nałęczów na szosie
- 1 m. – Mistrzostwa Polski MTB XC – Kielce

### 2007
- 2 m. – Gran Premi Massi, Hiszpania
- 1 m. – SkodaAuto GP MTB – Chodzież
- 2 m. – SkodaAuto GP MTB – Szczawno Zdrój
- 1 m. – SkodaAuto GP MTB – Warszawa
- 1 m. – SkodaAuto GP MTB – Nałęczów
- 2 m. – SkodaAuto GP MTB – Białystok
- 1 m. – klasyfikacja generalna SkodaAuto Grand Prix MTB 2007
- 5 m. – Mistrzostwa Polski na szosie – jazda indywidualna na czas
- 1 m. – Mistrzostwa Polski na szosie – start wspólny
- 2 m. – Mistrzostwa Polski w maratonie
- 1 m. – Wyścig o Puchar DZT (szosa)
- 1 m. – Mistrzostwa Polski MTB
- 2 m. – Mistrzostwa Świata MTB drużynowo – Fort William, Szkocja

### 2006
- 1 m. SkodaAuto GP MTB – klasyfikacja generalna 2006
- 1 m. Mistrzostwa Polski na szosie
- 1 m. Mistrzostwa Polski w jeździe indywidualnej na czas (szosa)
- 1 m. SkodaAuto GP MTB – Czarnków
- 1 m. SkodaAuto GP MTB – Chodzież
- 1 m. SkodaAuto GP MTB – Książ
- 4 m. Puchar Świata – Madryt
- 4. m. Mistrzostwa Świata – Rotorua (Nowa Zelandia)

### 2005
- 1 m. Puchar Austrii MTB – Langenlois
- 1 m. SkodaAuto GP MTB – Głuchołazy
- 1 m. Puchar Polski – szosa – Pińczyce
- 13 m. Gracia-Orlova; zwycięstwo w klasyfikacji górskiej
- 1 m. SkodaAuto GP MTB – Polanica-Zdrój
- 3 m. Puchar Polski – szosa – Wambierzyce
- 2 m. SkodaAuto GP MTB – Mrągowo
- 2 m. SkodaAuto GP MTB – Gdynia (E1)
- 3 m. MP na szosie – Sobótka – kat senior
- 2 m. MP na szosie – Sobótka – kat U-23
- 3 m. SkodaAuto GP MTB – Bukowina Tatrzańska (E1)
- 1 m. Drużynowe Mistrzostwa Polski MTB (Olsztyn)
- 2 m. Mistrzostwa Polski MTB (Olsztyn) – seniorka
- 1 m. Mistrzostwa Polski MTB (Olsztyn) – orliczka
- 2 m. Mistrzostwa Europy MTB – Kluisbergen (Belgia)
- 1 m. SkodaAuto GP MTB – Szczawno-Zdrój (E1)
- 1 m. SkodaAuto GP MTB – klasyfikacja generalna 2005
- 1 m. Mistrzostwa Polski w maratonie MTB
- 3 m. Wyścig o Puchar DZT (szosa)
- 2 m. Mistrzostwa Świata MTB – Livigno (Włochy)
- 2 m. Górskie Mistrzostwa Polski – Walim

### 2004
- 3 m. Vuelta a Catalana
- 2 m. SkodaAuto GP MTB – Głuchołazy
- 3 m. SkodaAuto GP MTB – Polanica-Zdrój
- 2 m. Eko Tour (wyścig etapowy na szosie)
- 2 m. Puchar Czech
- 2 m. Puchar Świata – Schladming, Austria
- 1 m. SkodaAuto GP MTB – Bukowina Tatrzańska
- 1 m. Puchar Austrii
- 2 m. Mistrzostwa Europy – Książ
- 2 m. SkodaAuto GP MTB – Szczawno-Zdrój
- 1 m. Puchar Prezesa DZT (wyścig etapowy na szosie)
- 6 m. Igrzyska Olimpijskie – Ateny
- 2 m. Drużynowe Mistrzostwa Polski
- 1 m. Mistrzostwa Polski MTB
- 3 m. Drużynowe Mistrzostwa Świata – Les Gets, Francja
- 2 m. Mistrzostwa Świata – Les Gets, Francja
- 3 m. Puchar Świata – Livigno, Włochy

### 2003
- 2 m. SkodaAuto GP MTB
- 2 m. Puchar Polski (szosa)
- 4 m. Puchar Świata – St. Wendel, Niemcy
- 2 m. Mistrzostwa Polski
- 1 m. Mistrzostwa Świata w maratonie – Lugano, Szwajcaria
- 3 m. Ranking UCI za rok 2003
- 1 m. Plebiscyt na najlepszą kolarkę roku 2003 według mediów w Polsce
- 11 m. Plebiscyt na najlepszego sportowca Polski

### 2002
- 1 m. Puchar Czech – Olomouc
- 3 m. Grand Prix MTB
- 3 m. Mistrzostwa Polski
- 1 m. Drużynowe Mistrzostwa Polski

### 2001
(kat. Juniorka)
- 1 m. Puchar Polski na szosie – Gorzów Wielkopolski
- 2 m. Puchar Świata – Sarentino, Włochy
- 1 m. Grand Prix MTB
- 1 m. Mistrzostwa Europy – St. Wendel, Niemcy
- 1 m. Mistrzostwa Polski
- 3 m. Mistrzostwa Polski (kat. elite)
- 1 m. Drużynowe Mistrzostwa Polski
- 1 m. Puchar Świata – Leysin, Szwajcaria
- 1 m. Puchar Świata – Kaprun, Austria
- 2 m. Mistrzostwa Świata – Vail, USA
- 3 m. Szosowe Mistrzostwa Świata – Lizbona, Portugalia

### 2000
(kat. Juniorka)
- 1 m. Grand Prix MTB
- 4 m. Puchar Świata – St. Wendel, Niemcy
- 1 m. Puchar Świata – Sarentino, Włochy
- 2 m. Mistrzostwa Świata – Sierra Nevada, Hiszpania
- 2 m. Mistrzostwa Polski
- 1 m. Drużynowe Mistrzostwa Polski

### 1999
(kat. juniorka młodsza)
- 1 m. Grand Prix MTB
- 1 m. Olimpiada Młodzieży MTB – Zielona Góra
- 1 m. Górskie Mistrzostwa Polski na szosie

### 1998
(kat. juniorka młodsza)
- 1 m. Grand Prix MTB
- 2 m. – wyścig dla juniorek młodszych przy Mistrzostwach Polski

### 1997
(młodziczka)
- 1 m. – Amatorskie Mistrzostwa Polski Family Cup
- 1 m. – klasyfikacja rodzinna – Amatorskie MP Family Cup

### 1996
(młodziczka)
- 2 m. – Amatorskie Mistrzostwa Polski Family Cup

## Puchar Świata

### Miejsca na podium XCO (elita)
| Sezon PŚ | 1. miejsce | 2. miejsce | 3. miejsce | Razem |
| 2004     | –          | 1          | 1          | 2     |
| 2005     | –          | –          | –          | –     |
| 2006     | –          | –          | –          | –     |
| 2007     | –          | –          | –          | –     |
| 2008     | 1          | –          | –          | 1     |
| 2009     | 1          | –          | –          | 1     |
| 2010     | 1          | –          | –          | 1     |
| 2011     | –          | 1          | –          | 1     |
| 2012     | 1          | –          | 1          | 2     |
| 2013     | –          | 3          | –          | 3     |
| 2014     | –          | –          | 1          | 1     |
| 2015     | –          | –          | –          | –     |
| 2016     | –          | –          | –          | –     |
| 2017     | –          | 1          | –          | 1     |
| Suma     | 4          | 6          | 3          | 13    |

## Publikacje
- Maja Włoszczowska, Julian Obrocki, Szkoła życia, Wydawnictwo Burda Publishing Polska 2014[32]
- Maja Włoszczowska; Karolina Oponowicz, Rowerem na szczyt. Trenuj z Majką. Wydawnictwo Agora 2018[33]